# Ljutac
Ljutac je otok u jugozapadnom dijelu Murterskog kanala. Nalazi se južno od Tisnog te istočno od Jezera. Od obale je udaljen 500 metara, a od otoka Murtera, kod Jezera, 400 metara.
Površina otoka je 89.5362 m2, duljina obalne crte 1249 m, a visina 45 metara.

## Vanjske poveznice
|  | Zajednički poslužitelj ima još gradiva o temi Ljutac |